# Lee So-jin
Lee So-jin (ur. 28 sierpnia 1987 w Suwon w Korei Południowej) – południowokoreańska siatkarka, grająca jako rozgrywająca. Obecnie występuje w drużynie IBK.